# Verkiezingen voor het Europees Parlement 2014/Kandidatenlijst/MG
Dit is de kandidatenlijst voor het Belgische Mouvement de Gauche voor de Europese verkiezingen van 2014.

## Effectieven
1. Eulalia Damaso
2. Alain Godin
3. Brigitte Grafé
4. Michel Marique
5. Annie Lambillotte
6. Dirk Pauwels
7. Anna Lella
8. Emmanuel Emonts

## Opvolgers
1. Jean-Pierre Keimeul
2. Aurore Chevalier
3. Freddy Pieters
4. Emily Joseph
5. Gérard Gillard
6. Agnès Abels